# گمینا خوینگتسه
گمینا خوینگتسه (به لهستانی:  Gmina Chojnice) یک گمینا در لهستان است که در شهرستان خوینیتسه واقع شده‌است. گمینا خوینگتسه ۴۵۸٫۳۴ کیلومتر مربع مساحت و ۱۶٬۰۱۴ نفر جمعیت دارد.